# Голяма китайска равнина
Голямата китайска равнина (Севернокитайска равнина, Велика китайска равнина) е обширна равнина в Китай, една от най-големите в Източна Азия с площ около 325 хил. km². На изток се мие от водите на Жълто море, на север е ограничена от планинската система Жъхъ, на запад – от планината Тайханшан, източните склонове на която се спускат към нея със стръмни откоси, височината на които достига до 1000 m. На югзапад се простира до хребетите Тунбошан и Дабешан, а на юг се слива с Равнината покрай долното течение на река Яндзъ.

## Географска характеристика

### Релеф, геоложки строеж
В западната си предпланинска част Голямата китайска равнина е изградена от древни наносни конуси и има височина около 100 m, а на изток към морето се понижава до 50 m и по-малко. Тази нейна част е съвършено плоска, с незначителен наклон и изобилстват плитките понижения, заливани от придошлите през лятото речни води. Много от пониженията са заблатени или са заети от малки езера. В източните ѝ части са разположени островните Шандунски планини. Изградена е от мощни пластове от алувиални наслаги, на много места препокрити с льосова покривка.

### Води, климат
Освен Хуанхъ големи реки са още Хайхъ, Хуайхъ, Луанхъ. Всички те се характеризират със своя мусонен режим и резките си сезоннни колебания на оттока. Летният им максимум често превишава пролетния минимум 100 и повече пъти. Те носят огромно количество твърд отток, който акумулират в големи речни наноси, което довежда до това, че коритата на много от тях, в т.ч. Хуанхъ, са се издигнали на места до 10 m над околните равнини, създавайки в периода на големите пълноводия угроза за пробив на защитните съоръжения покрай тях. Поради техните прииждания в миналото равнината често е била подлагана на катастрофални наводнения, явяващи се тежко бедствие за населението. От 1950-те години започват да се изграждат големи хидротехнически съоръжения с цел регулиране на оттока и използването на речните води за напояване. От север на юг Голямата китайска равнина е пресечена от Големия (Великия) плавателен канал.
Климатът е субтропичен, мусонен. През зимата господства студеният и сух въздух, постъпващ от вътрешните области на Азия. Средната януарска температура се колебае от -4°С до -2°С на север и от 8°С до 12°С на юг. Лятото е горещо и дъждовно, със средна юлска температура 25 – 28°С. Годишната сума на валежите варира от 400 – 500 mm на север до 750 – 1000 mm на юг. Много ясно е изразен техният летен максимум и зимен минимум (2 – 3% от годишната сума на валежите), а също и през преходните сезони. Времето на настъпването и завършването на летния мусон и неговата интензивност е крайно непостоянно през отделните години, с което са свързани както периодичните силни засушавания, така и силните и продължителни валежи.

### Растителност, почви, стопанство
Покриващите я в миналото широколистни гори с примеси от субтропични елементи на юг са напълно унищожени. Сред селскостопанските полета тук-таме се срещат малки горички от ясен, топола, туя, бор. Преобладават плодородните алувиални почви, силно изменени в процеса на многовековната земеделска обработка. Територията на равнината се отличава с висока земеделска усвоеност и се явява важен за Китай район за добив на пшеница, памук, фъстъци, тютюн. Голямата китайска равнина е изключително гъсто заселена, като тук са концентрирани както многочислени селски населени пунктове, така и много големи градове Пекин, Тиендзин, Дзинан, Циндао.